# Xabier Amuriza
Xabier Cruz Amuriza Zarraonaindia, més conegut com a Xabier Amuriza, (Amorebieta-Etxano, 3 de maig de 1941) és un bertsolari, escriptor, traductor, músic i polític basc. És considerat com el gran renovador del bertsolarisme a finals del segle xx.

## Orígens
Amuriza nasqué el 3 de maig de 1941 al caseriu Torreburu de la localitat biscaïna d'Etxano, actualment part del municipi d'Amorebieta-Etxano. Durant la seva joventut estudià als carmelites d'Amorebieta i, posteriorment, al Seminari de Derio, ordenat com a sacerdot catòlic el 1965. Fou rector dels pobles de Gizaburuaga i Amoroto. Estigué sis anys a la presó durant els últims anys del franquisme per haver protagonitzat una protesta. L'any 1976 deixà el sacerdoci i se secularitzà. Es casà i tingué una filla, Miren, que també és versolari. Actualment viu a la localitat biscaïna de Berriz.

## Bertsolari
En dues ocasions fou campió del País Basc de bertsolaris; el 1980 i el 1982. A més fou tercer en el campionat de 1986 i subcampió del Campionat d'Àlaba i Biscaia el 1987, perdent aquesta segona competició contra Jon Lopategi a l'Arriaga de Biilbao. Després d'una operació de faringe deixà de participar en competicions.
Al campionat de 1980 portà nous aires al bertsolarisme. La seva generació començà a practicar un bertsolarisme diferent, més elaborat. Fou protagonista de nombroses novetats, creant un món d'imatges i metàfores noves, canvià la manera d'estructurar els versos, creà noves mètriques i melodies.
També se'l pot considerar com el primer improvisador de mètriques en basc unificat, ja que fins llavors els bertsolaris acostumaven a utilitzar el dialecte que els era propi. Més endavant, amb la consolidació de la llengua unificada, en les seves actuacions a Biscaia recorregué al dialecte d'aquesta regió com feien els altres versolaris biscaïns, i publicà articles i un llibre usant el model literari d'aquesta varietat del basc.
Les seves aportacions també es donaren en l'aspecte teòric, sent autor d'un diccionari de rimes, Hiztegi errimatua, el qual començà a escriure a la presó per publicar anys després. També publicà el mètode d'aprenentatge Zu ere bertsolari ("Tu també bertsolari"), que tingué gran influència a les escoles destinades a formar els nous versificadors de la dècada de 1980. Ell mateix fomentà la creació d'aquests grups anomenats bertso-eskolak, sent el creador de gran part dels seus materials d'ensenyament.
Intentà crear noves formes de presentació del bertso davant del públic. La seva particular aportació consistí en oferir actuacions de poble en poble acompanyat d'un grup musical. Abans d'una actuació buscava informació sobre el poble que l'havia contractat: la seva situació política, els seus problemes i conflictes, personatges coneguts, etc. Un cop recollida la informació escrivia els versos i els integrava en un guió.
A la dècada de 1990 abandonà les places i tractà de crear nous formats. Avui en dia, segueix participant en algunes sessions, encara que la major part del seu treball el dedica a l'escriptura. Des de la seva constitució el 18 de juny de 1987 és membre d'honor de l'Associació d'Amics del Bertsolarisme del País Basc (Euskal Herriko Bertsozale Elkartea).

## Escriptor
Publicà compilacions dels seus bertsos improvisats a les places, i és autor d'assajos escrits des del prisma de l'estudiós i historiador del fenomen. Són destacables els seus llibres sobre metodologia i estudi de la tècnica del bertsolarisme, així com les seves obres de recopilació i documentació de la història del bertsolarisme.
Però més enllà de la seva faceta com a bertsolari, fou considerat un gran escriptor. Durant la dècada de 1970 publicà materials per a l'aprenentatge del basc, més un diccionari de rimes, el primer d'aquest gènere escrit en la llengua. L'any 1971 traduí al basc la novel·la Un món feliç (Bai mundu berria) d'Aldous Huxley. A més, fou autor de cinc novel·les, un llibre de poemes i una autobiografia, així com el llibre de relats-assaig La explosión de la conciencia (ed. Txalaparta, 1999).
Fou articulista habitual dels diaris Egin, Gara, Euskaldunon Egunkaria i Berria, a més de la revista Argia.

## Activista polític
Paral·lelament a la seva faceta com a bertsolari, escriptor i persona vinculada a diversos aspectes de la cultura basca, hi hagué la faceta de militància política. Aquesta començà durant la seva etapa com a sacerdot quan prengué part a Gogor, un moviment de sacerdots contra la repressió de la dictadura franquista i en pro del ressorgiment de la cultura basca. La seva militància en aquest moviment el portà a ser empresonat en dues ocasions. Quan fou seminarista participà en una tancada al Seminari de Derio, arran del qual passà un mes a la presó de Basauri.
Amb posterioritat, el 1968 i sent ja sacerdot, prengué part en una tancada i vaga de fam al Bisbat de Bilbao en protesta per l'estat d'excepció imposat al País Basc. Per aquests fets, fou jutjat i condemnat a la presó concordatària de Zamora, especialment habilitada per a l'internament de religiosos i on romangué tancat sis anys. A la presó protagonitzà també una altra vaga de fam.
Des de la Transició democràtica espanyola, el seu nom estigué vinculat d'una o altra forma a Herri Batasuna i als partits o agrupacions polítiques afins. No ocupà llocs en la direcció d'Herri Batasuna, però posà el seu nom i prestigi en el món de la cultura basca al servei d'aquesta formació política presentant-se en llistes electorals, ocupant càrrecs públics, participant en mítings, etc.
A les eleccions municipals del 3 d'abril de 1979 fou escollit regidor d'Herri Batasuna al seu poble natal d'Amorebieta-Etxano i també apoderat a les Juntes Generals de Biscaia.
El 1981, durant una visita del rei Joan Carles I d'Espanya a la Casa de Juntes de Guernica, fou un dels càrrecs electes d'Herri Batasuna allí presents que interrompé el discurs del rei cantant l’Eusko gudariak, motiu pel qual fou processat al Tribunal Suprem espanyol per un delicte d'injúries a la Corona. Al maig de 1982 fou detingut per negar-se a pagar la fiança imposada i empresonat durant dos mesos per aquest motiu.
El 1986 entrà com a parlamentari basc la vigília del final de la 2a legislatura i amb posterioritat sortí reelegit parlamentari a les eleccions autonòmiques de 1986, romanent en aquest càrrec públic fins al 1990.
El 1998 fou un dels promotors d'Euskal Herritarrok, i la seua signatura en la sol·licitud de registre d'aquesta formació política. Figurà com a impulsor i convocant de manifestacions en nom de l'esquerra abertzale després que Batasuna fos il·legalitzada, com en el cas d'una manifestació celebrada a Bilbao el 14 de setembre de 2002 que va acabar en aldarulls, més una altra celebrada el 30 de setembre de 2006.
L'any 2003 figurà com a candidat d'Autodeterminaziorako Bilgunea (AuB) per a presentar-se a les eleccions forals de Biscaia en representació de la circumscripció de Durango (Biscaia). No obstant, l'agrupació electoral fou il·legalitzada abans d'hora per considerar-se successora de Batasuna.